# Фирлей, Пётр (воевода любельский)
Пётр Фирлей (? — 1619) — государственный и военный деятель Речи Посполитой, каштелян завихосткий (1609), бецкий (1613) и войницкий (1614), воевода любельский (1617—1619), староста парчевский.

## Биография
Представитель польского магнатского рода Фирлеев герба «Леварт». Сын великого маршалка коронного и воеводы краковского Яна Фирлея (1521—1574) и Софии Бонер (ум. 1563). Братья — Николай, Ян, Анджей и Генрик.
Был воспитан своим отцом в кальвинистском духе, в 1581 года отправился на учёбу в Падуанский университет. Во время своего пребывания в Италии перешел в римско-католическую веру.
После возвращения на родину Пётр Фирлей избирается послом на сеймы в 1593 и 1597 годах. В 1600 году участвовал в походе польской армии под предводительством гетмана великого коронного Яна Замойского на Молдавское княжество, в 1602 году принял участие в войне со шведами в Лифляндии.
В 1609 году Петр Фирлей был назначен каштеляном завихостским, в 1613 году — каштеляном бецким, а в 1614 году стал каштеляном войницким. В 1617 году Пётр Фирлей получил должность воеводы любельского, также ему принадлежало парчевское староство.

## Семья
Перед 1599 годом женился на Ядвиге Влодек (1573—1609), дочери воеводы любельского Станислава Влодека и Эльжбеты Замойской. Дети:
- Ян Фирлей, ксендз
- Станислав Фирлей (1600—1634)
- Пётр Фирлей (1601—1650), каштелян каменецкий (1649), староста теребовльский
- Николай Фирлей (1605—1640), ротмистр королевский
- София Фирлей (ум. перед 1642), жена каштеляна краковского и гетмана великого коронного Николая Потоцкого (1593—1651).
- Ефросинья Фирлей, жена чашника любельского Павла Ласоцкого